# دجمريج (قيلاب)
دجمریج (بالفارسية: دجمریج) هي قرية تقع في قسم قيلاب الريفي، بمقاطعة أنديمشك التابعة لمحافظة خوزستان، إيران. يقدر عدد سكانها بـ 35 نسمة حسب الإحصاء السكاني الذي تمّ في عام 2006.